# Archaeocyathiden
Die Archaeocyathiden oder Archaeocyathen (Archaeocyatha) sind eine den Schwämmen ähnliche und riffbauende historische Tiergruppe, die im oberen Ediacarium als Bestandteil der Small-Shelly-Fauna auftrat und nach dem unteren Kambrium ausstarb. Im unteren Kambrium waren sie die dritthäufigste Tiergruppe; sie dienen heute als wichtige Leitfossilien. Ihre kalkigen Gehäuse haben sich fossil gut erhalten. Auf sie entfallen etwa 5 % der bekannten Arten.
Im größten Teil Europas sind ihre Fossilien recht selten, treten aber in Südschweden, Öland, dem Baltikum, in Marokko, Nordamerika, Sibirien und Australien sehr häufig direkt über den fast fossilfreien präkambrischen Sedimenten auf. In Deutschland wurden Archaeocyathen im unterkambrischen Eodiscidenschiefer bei Görlitz, bei Delitzsch und bei Torgau gefunden. 2014 wurden Archaeocyathen auch im Frankenwald entdeckt und vom Bayerischen Landesamt für Umwelt freigelegt. Fossilien auf Sardinien sind so gut erhalten, dass sie zu Schmucksteinen verarbeitet wurden. Der Versuch, aus dem roten Flaser-Knollenkalk, in dem die Archaeocyathiden auf Sardinien vorkommen, Naturstein-Fliesen zu fertigen, wurde eingestellt. Auf dem Gelände dieser Fabrik in Grugua (Fluminimaggiore) findet man diese Fossilien in den polierten Fliesenresten; sie stammen aus dem unteren Kambrium, Nebida-Formation, Matoppa-Schichten.
Die Archaeocyathen lebten in Tiefen von 20 bis 50 Metern im Meer auf Karbonatböden und bildeten flache Riffe. In den Archaeocyathenriffen lebten auch Algen, Armfüßer und Trilobiten sowie Hyolithiden, Stachelhäuter und andere Schwämme.

## Merkmale

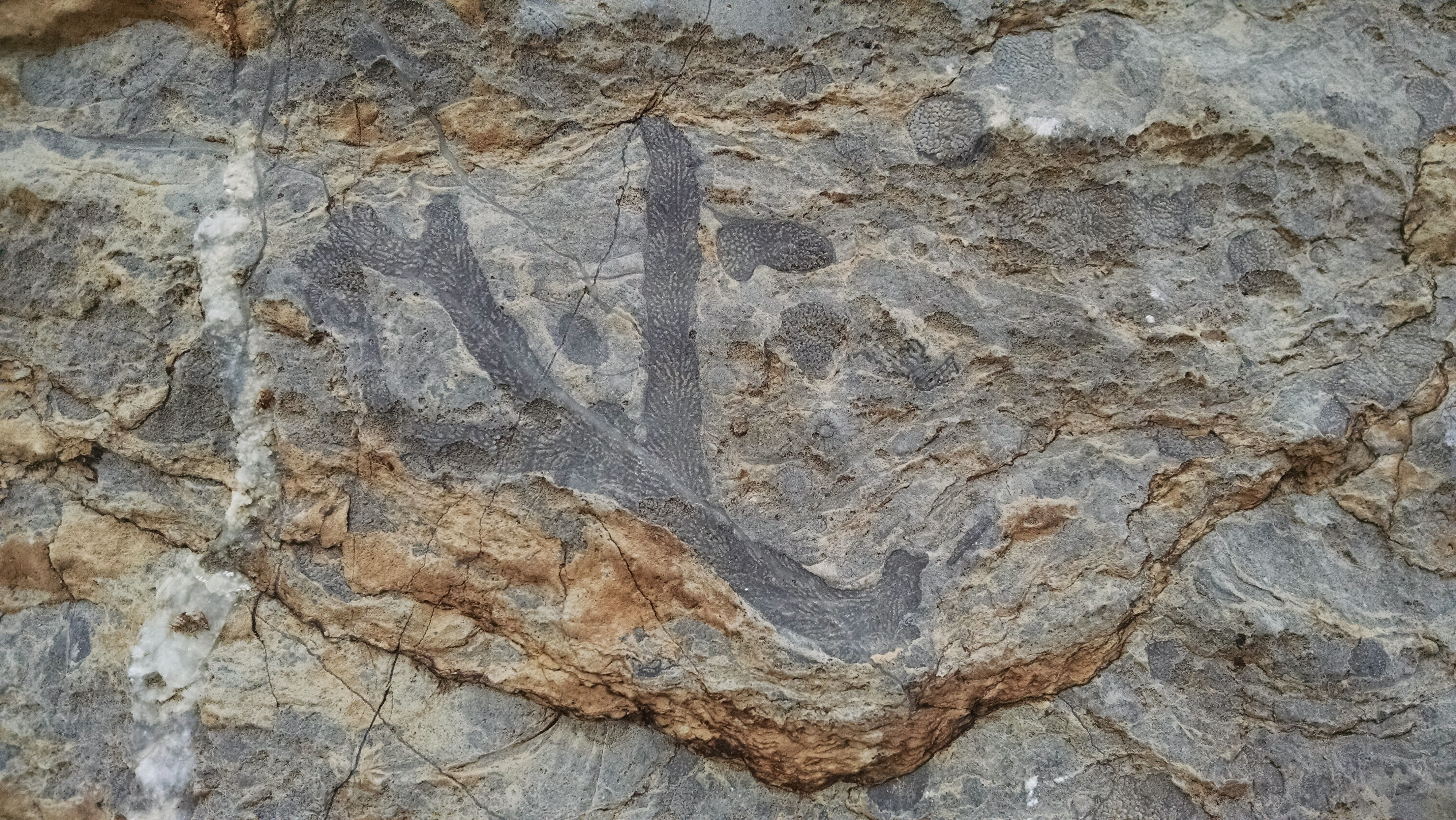
Fossilien von Archaeocyathiden (Rowland's Riff in der Nähe von Gold Point, Nevada)

Archaeocyathiden besaßen einen trichter- bis fassförmigen, auf dem Untergrund festsitzenden Körper, der durch radialstrahlig angeordnete Trennwände oder Kammerscheidewände, die Pseudosepten, unterteilt war. Wie bei den höheren Schwämmen war der von einem Kalkgerüst durchzogene Körper hohl. Sie ernährten sich durch Filtration. Dabei trat Wasser durch die poröse Außenwand ein, wurde filtriert und trat oben durch die zentrale Ausströmöffnung wieder aus. Ob der Wassertransport aktiv durch Cilien oder rein physikalisch erfolgte, ist unbekannt.
Die Archaeocyathen waren solitär, aber einige Arten bildeten auch Kolonien. Die Höhe eines Einzelexemplares betrug in den meisten Fällen zwischen 8 und 15 Zentimeter, der Durchmesser der zentralen Ausströmöffnung einen bis zwei Zentimeter. Die eine gewellte, flache Scheibe bildende Gattung Okulitchicyathus konnte einen Durchmesser von 60 Zentimetern erreichen.
Da sie niemals in Tiefen unterhalb von 100 Metern Wassertiefe gefunden wurden, lebten sie wahrscheinlich mit photosynthetisierenden Organismen ähnlich den Zooxanthellen zusammen. Aufgrund ihrer weiten Verbreitung wird ein planktonisches Larvenstadium vermutet. Ihre systematische Stellung ist nicht genau bekannt; vermutlich waren sie eine spezialisierte Gruppe von Schwämmen. Die Ursache ihres Aussterbens ist ebenfalls unbekannt.